# Kaj Nyström

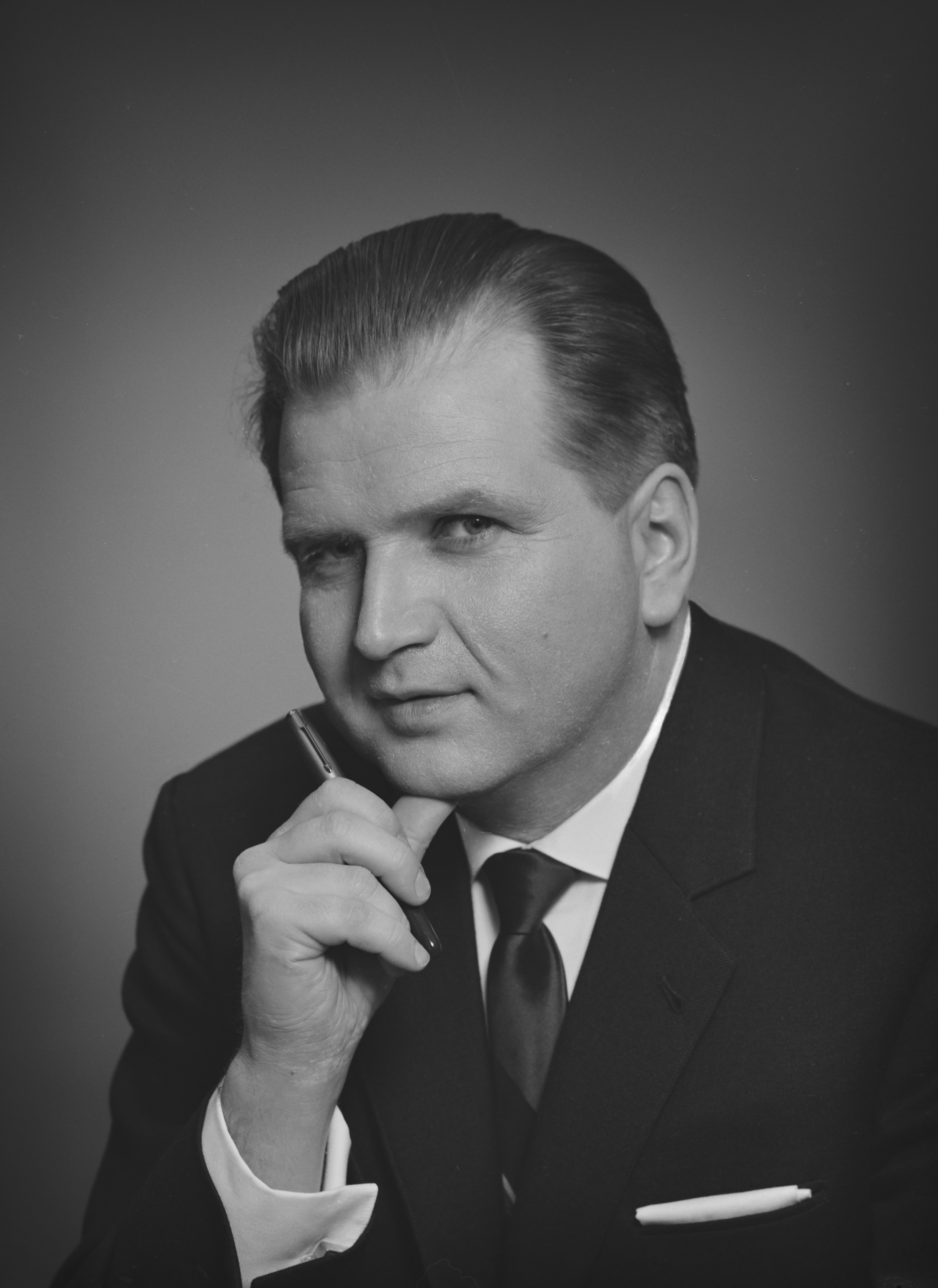
Kaj Nyström år 1964.

Kaj Eric Gunnar Nyström, född 12 april 1923 i Helsingfors, död 19 juni 2010, var en finländsk arkitekt. Han var gift med textilkonstnär Marjatta Metsovaara 1948–1965.
Nyström, som var son till diplomingenjör Gunnar Mikael Nyström och Anna-Liisa Kurkijärvi, blev student 1941 och diplomarkitekt 1953. Han var andre biträdande byggnadsinspektör vid Helsingfors byggnadsinspektörkontor 1953, byråarkitekt där 1954 och direktör för Arkitektbyrå Kaj Nyström Kb från 1955. Han var verkställande direktör i Suomen Matto Oy från 1959 samt prokurist och direktionsmedlem i Metsovaara Oy från 1957. Han blev reservfänrik 1944 och löjtnant 1954.